# Buchklubmaxi
Der Buchklubmaxi war in den 1960er Jahren in Österreich eine Figur, die vom Buchklub der Jugend zur Leseförderung geschaffen wurde.
Der Buchklub der Jugend ist ein Zusammenschluss von Pädagogen und Buchhändlern, die es sich zum Ziel gesetzt haben, Lesen zum Allgemeingut zu machen. Das bedeutete, dass jedes Schulkind damals am Schulanfang ein Jahrbuch bekam, in dem einige Kurzgeschichten standen, die den Altersstufen entsprechend gestaltet und ausgewählt wurden. Am Ende des Jahrbuchs waren vier Gutscheine für den begünstigen Bezug von altersstufengeeigneten Büchern eingeheftet, so konnten auch Unterschichten-Kinder günstig Bücher beziehen.
Die Figur des Buchklubmaxis ist verstorben. Das Österreichische Werbemuseum – spezialisiert auf austriakische Besonderheiten vor allem in Werbespots – verfügt noch über eine Abbildung dieser Figur.
Den Buchklubmaxi gab es auch als Bauchrednerpuppe. Der Wiener Burgschauspieler Tassilo Holik zog mit dem Buchklubmaxi in die Volksschulen und übte die schon rar gewordene Kunst des Bauchredens, um Kinder zum Lesen zu animieren.
Das Jahrbuch war nicht auf Volksschulen beschränkt, es gab Jahrbücher noch bis in die 8. Schulstufe, Exemplare aus 1967, 1968, 1969, 1976 und 1983 sind im Privatbesitz des Österreichischen Werbemuseums vorhanden.
Ein Foto von Dr. Holik und Buchklubmaxi befindet sich in der Jubiläumsschrift "60 Jahre Buchklub der Jugend", Wien 2008. Ein Exemplar ist in der Sammlung "Österreichisches Werbemuseum" vorhanden.